# Carlos II de Cossé
Carlos II de Cossé (1562- 1621/1626) foi filho de Carlos I de Cossé, conde de Cossé-Brissac, irmão de Timoléon de Cossé.
A 6 de outubro de 1579, casa-se com Judite d'Acigné, com quem tem uma filha e dois filhos: Angêlica de la Trinité, Francisco (que o sucederá como duque) e Carlos (nomeado marquês d'Acigné). À morte de sua esposa em 1598, Carlos II casa-se novamente a 21 de maio de 1602, com a viúva de Robert de Sepois, Luísa d'Ongnies.
Morre no castelo de Brissac, em 1621 ou 1626.